# Бріджет Мойнеген
Кетрін Бріджет Мойнеген (англ. Kathryn Bridget Moynahan; нар. 28 квітня 1971, Бінгемтон, Нью-Йорк) — американська акторка та модель. Найбільш відома робота — роль Ерін Рейган в драматичному телесеріалі Блакитна кров.

## Життєпис
Народилася 28 квітня 1971 в Бінгемтоні, штат Нью-Йорк.
Закінчила середню школу в місті Лонгмедоу, штат Массачусетс, у 1989 році і розпочала кар'єру моделі. З'являлась у каталогах універмагів і журналах, а після появи в рекламних роликах почала брати уроки акторської гри. На телеекрані дебютувала в 1999 році в комедійному серіалі Секс і місто, де пізніше отримала періодичну роль.
В повному метрі дебютувала у фільмі 2000 року Бар «Бридкий койот». Також виконувала ролі другого плану в фільмах Інтуїція (2001), Ціна страху (2002), Рекрут (2003), Я, робот (2004), Збройовий барон (2005), Проблеми Грей (2006), Здобич (2007), Шум (2007), Рамона і Бізус (2010), Джон Уік (2014), Опівнічне сонце (2014) і Джон Уік 2 (2017).
Знімалась в телесеріалі ABC Шість градусів, прем'єра якого відбулась у вересні 2006 року. Виконувала роль помічниці прокурора району в кримінальному телесеріалі від CBS Блакитна кров (зйомки з вересня 2010 року).

## Фільмографія

### Кіно
| Рік  | Назва українською                        | Оригінальна назва                      | Роль                 |
| ---- | ---------------------------------------- | -------------------------------------- | -------------------- |
| 1999 |                                          | Row Your Boat                          | власниця квартири    |
| 2000 |                                          | In the Weeds                           | Емі                  |
| 2000 |                                          | Trifling with Fate                     | Фейм                 |
| 2000 | Бар «Бридкий койот»                      | Coyote Ugly                            | Рейчел               |
| 2000 |                                          | Whipped                                | Марі                 |
| 2001 | Інтуїція                                 | Serendipity                            | Холлі                |
| 2002 | Ціна страху                              | The Sum of All Fears                   | докторка Кеті Мюллер |
| 2003 | Рекрут                                   | The Recruit                            | Лайла Мур            |
| 2004 | Я, робот                                 | I, Robot                               | Сьюзен Келвін        |
| 2005 | Збройовий барон                          | Lord of War                            | Ева Фонтейн          |
| 2006 | Проблеми Грей                            | Gray Matters                           | Чарлі Келсі          |
| 2006 | П'ятеро невідомих                        | Unknown                                | Еліза Колз           |
| 2007 | Здобич                                   | Prey                                   | Емі Ньюмен           |
| 2007 | Шум                                      | Noise                                  | Гелен Овен           |
| 2010 | Рамона і Бізус                           | Ramona and Beezus                      | Дороті Квімбі        |
| 2011 | Глобальне вторгнення: Битва Лос-Анджелес | Battle: Los Angeles                    | Мішель               |
| 2014 | Нікчема                                  | Small Time                             | Барбара              |
| 2014 | Опівнічне сонце                          | Midnight Sun                           | мама Люка            |
| 2014 | Джон Уік                                 | John Wick                              | Гелен Уік            |
| 2017 | Джон Уік 2                               | John Wick: Chapter 2                   | Гелен Уік            |
| 2019 | Поліцейський седан                       | Crown Vic                              | Трейсі Пітерс        |
| 2019 | Джон Уік 3                               | John Wick: Chapter 3 — Parabellum      | Гелен Уік            |
| 2022 |                                          | Death Battle! James Bond vs. John Wick | Гелен Уік            |
| 2023 | Джон Уік 4                               | John Wick: Chapter 4                   | Гелен Уік            |

### Телебачення
| Рік       | Назва українською | Оригінальна назва   | Роль                          |
| --------- | ----------------- | ------------------- | ----------------------------- |
| 1999–2000 | Секс і місто      | Sex and the City    | Наташа Наґінскі, дружина Біга |
| 2001      |                   | Going to California | Лілі                          |
| 2006–2007 | Шість градусів    | Six Degrees         | Вітні Крейн                   |
| 2008      | Ілай Стоун        | Eli Stone           | Ешлі Кардіфф                  |
| 2009      | Банкер Гілл       | Bunker Hill         | Ерін Моріарті                 |
| 2010–2024 | Блакитна кров     | Blue Bloods         | Ерін Рейган                   |
| 2021      | І просто так...   | And Just Like That… | Наташа Наґінскі               |

## Книги
- Moynahan, Bridget; Goldberg, Wendy; Peterson, Chris (2015). The Blue Bloods Cookbook: 120 Recipes That Will Bring Your Family to the Table. New York: St. Martin's Press. ISBN 9781250072856. OCLC 918562873.